# Pardirallus
Pardirallus es un género de ave gruiformes perteneciente a la familia Rallidae que agrupa a especies nativas del Neotrópico que se distribuyen desde el sur de México a través de América Central, islas del Caribe y América del Sur hasta Tierra del Fuego. A sus miembros se les conoce por los nombres populares de rascones, gallinetas, pollas o pidenes entre otros.

## Características
Los rascones de este género son aves caracterizadas por sus cuerpos angostos, lateralmente comprimidos, sus picos amarillo-verdosos largos, delgados y ligeramente curvos, sus colas cortas y redondeadas y sus largas patas con dedos aptos para vadear y caminar sobre la vegetación acuática. Miden entre 27 y 35 cm. Sigilosos habitantes de la vegetación acuática densa, son tan elusivas que su presencia suele ser percibida apenas por sus vocalizaciones, de silbidos a rápidas series de sonidos metálicos, a menudo en dueto.

## Lista de especies
Según la clasificación del Congreso Ornitológico Internacional (IOC - Versión 4.3, 2014) y Clements Checklist 6.9 este género agrupa a las siguientes 3 especies:
- Pardirallus maculatus (Boddaert), 1783 - rascón overo;
- Pardirallus nigricans (Vieillot), 1819 - rascón negruzco;
- Pardirallus sanguinolentus (Swainson), 1838 - rascón gallineta.